# Neoplocaederus parvulus
Neoplocaederus parvulus là một loài bọ cánh cứng trong họ Cerambycidae.